# Obwód Plewen
Obwód Plewen (bułg. Област Плевен) – jedna z 28 jednostek administracyjnych Bułgarii, położona w północnej części kraju. Graniczy z Rumunią oraz z obwodami: Wielkie Tyrnowo, Łowecz i Wraca.

## Skład etniczny
W obwodzie żyje 311 985	ludzi, z tego 280 475 Bułgarów (89,90%), 16 931 Turków (5,42%), 9 777 Romów (3,13%), oraz 4 802 osób innej narodowości (1,53%). (http://www.nsi.bg/Census_e/Census_e.htm)